# Halloweentown II: Kalabar's Revenge
Halloweentown II: Kalabar's Revenge (no Brasil: Halloweentown 2: A Vingança de Kalabar) é um filme original do Disney Channel lançado em 2001. Este é o segundo filme da série Halloweentown.

## Enredo
Um ano depois, ocorre uma festa de Halloween na casa dos Cromwell, onde estão Marnie, Dylan e Sophie. Então os novos vizinhos chegam, e eles são Carl e Alex, Marnie mostra a casa para Carl e ele pega o livro de feitiços, coisas estranhas estão acontecendo em Halloweentown, que tudo é causado pelo filho de Kalabar, Carl, agora os Cromwells precisam salvar Halloweentown de novo.
Quando Marnie volta a Haloweentown com sua avó está tudo diferente Carl o filho de Kalabar havia lançado o feitiço cinza que ele pegou no livro que havia roubado da casa de Marnie só para garantir que ela não conseguiria quebrar o feitiço.

## Elenco
- Debbie Reynolds - Agatha "Aggie" Cromwell
- Judith Hoag - Gwen Piper
- Kimberly J. Brown - Marnie Piper
- Joey Zimmerman - Dylan Piper
- Emily Roeske - Sophie Piper
- Phillip Van Dyke - Luke
- Robin Thomas - Kalabar
- Rino Romano - Benny
- Daniel Kountz - Kal, o filho de Kalabar. Ele destruiu a Halloweentown com um feitiço do livro de Aggie. Ele quer que Marnie se apaixone por ele, mas ela o rejeita.
- Jessica Lucas - Cindy, amiga de Marnie que se veste de vampira no Halloween.
- Peter Wingfield - Alex
- Xantha Radley - Astrid
- Richard Side - Benny, o taxista esqueleto.

## Curiosidades
- Este filme é muito mais sombrio e tem um tom mais sério do que o seu antecessor e suas sequencias, que são mais voltadas para a comédia.
- O filme faz referência ao pensamento acadêmico, como a lenda arturiana e até mesmo a física avançada de Stephen Hawking.
- Deve ser notado que no primeiro filme, o nome Kalabar era escrito como "Calabar"..
- Também deve ser mencionado que o nome de Kal é escrito como "Cal" nos créditos finais de Halloweentown II.